# Lewis Rodman Wanamaker

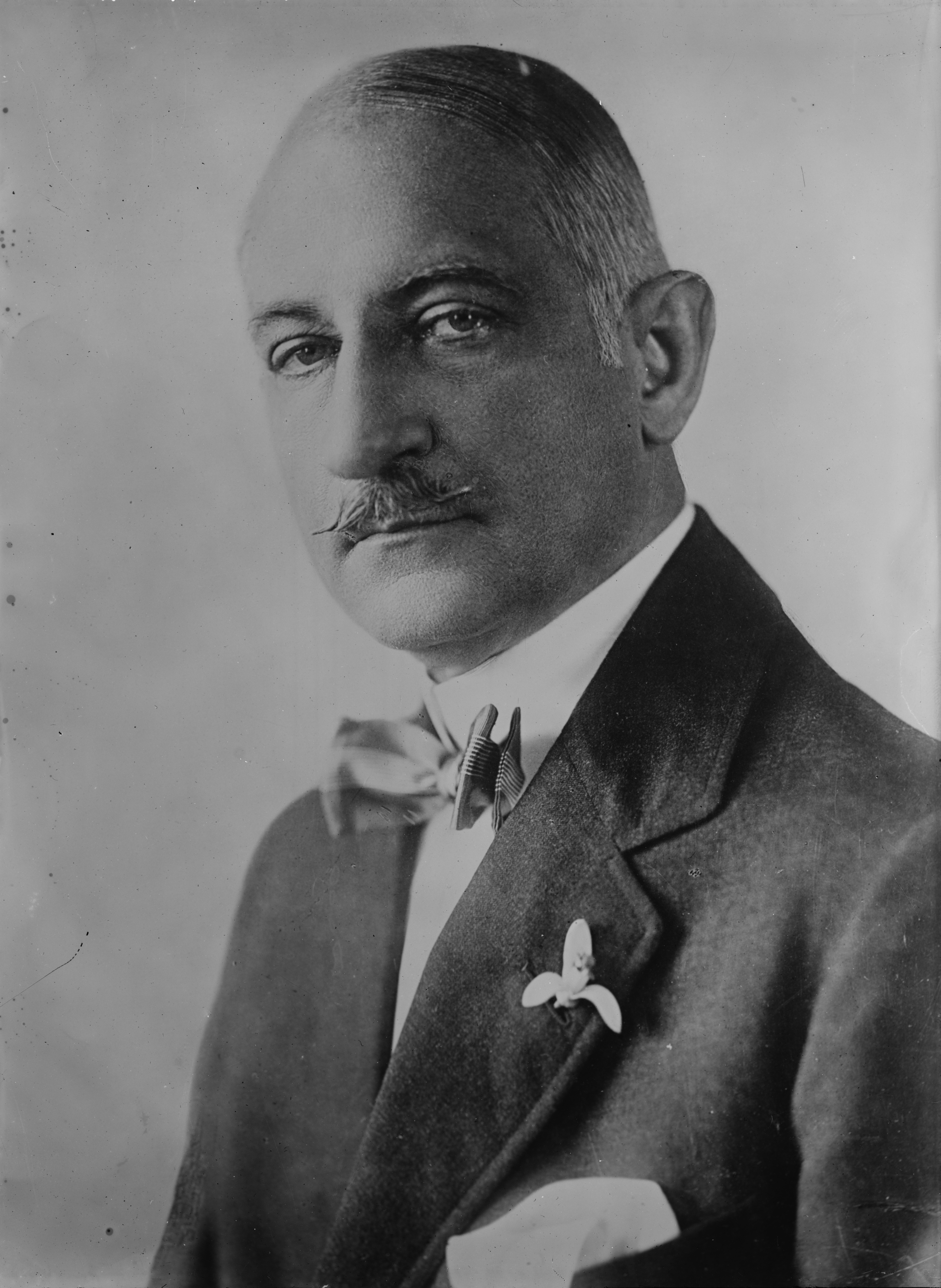
Lewis Rodman Wanamaker (1927)

Lewis Rodman Wanamaker (* 13. Februar 1863 in Philadelphia, Pennsylvania; † 9. März 1928 in Atlantic City, New Jersey) war ein US-amerikanischer Kaufmann.

## Leben und Wirken
Lewis Rodman Wanamaker wurde am 13. Februar 1863 in Philadelphia geboren. Seine Eltern waren der Unternehmer John Wanamaker und Mary Erringer Brown. Er studierte 1881 bis 1886 an der Princeton University. An der Universität sang er im Chor und er war Mitglied und Manager im Princeton Glee Club. Er war auch Mitglied im Ivy Club der Princeton University und im 1885 Tiger Football Team. Ab dem Jahr 1886 arbeitete er im väterlichen Betrieb (Wanamaker Department Store) in Philadelphia. Im selben Jahr heiratete er Fernanda Henry. Ab dem Jahr 1889 arbeitete er als Kaufmann in Paris. 1911 kaufte er den Zeitungsverlag Philadelphia Evening Telegraph. Wanamaker eröffnete Warenhäuser in Philadelphia, New York und Paris. Er förderte Schul- und Sportprojekte und war auch Kunstmäzen. Zusätzlich investierte er in frühe Projekte der Luftfahrt. Lewis R. Wanamaker stand immer im Schatten seines berühmten Vaters. Nach dem Tod seines Vaters übernahm er dessen Unternehmen. Wanamaker litt im letzten Lebensjahrzehnt unter einer schweren Nierenerkrankung, an der er am 9. März 1928 im Alter von 65 Jahren in seiner Villa in Atlantic City verstarb. Er hatte einen Sohn (Captain John Wanamaker) und zwei Töchter. Bestattet wurde er im Familiengrab in der Nähe von Philadelphia.
Lewis Rodman Wanamaker finanzierte den Bau einer Orgel (Wanamaker Organ) im Jahre 1924 im Warenhaus Wanamaker’s (heute Macy’s) in der 13th and Market Street in Philadelphia. Wanamaker sponserte auch das Philadelphia Orchestra. Im Jahre 1926 finanzierte er den Kauf einer 17 Tonnen schweren Glocke (Founder’s Bell) für das Lincoln-Liberty Building. Er besaß eine Sammlung von Saiteninstrumenten. Wanamaker unterstützte Luftfahrtprojekte. Er sponserte u. a. die Flüge von Richard E. Byrd und Charles Lindbergh.
Wanamaker sponserte auch religiöse Projekte, z. B. Altar und Kanzel der St. Mary Magdalene Church auf dem königlichen Anwesen Sandringham House, England. Er finanzierte auch ein Kreuz für die Westminster Abbey in London. Wanamaker sponserte auch die St. Mark’s Episcopal Church in Philadelphia. Er unterstützte den Architekten John T. Windrim, der den freistehenden Glockenturm der Church of St. James the Less in Allegheny West in der Nähe von Philadelphia erbaute. Im Jahre 1908 initiierte er die Millrose Games, ein Sport-Event. Millrose war der Name seines Landsitzes in der Nähe von Jenkintown in Pennsylvania. Wanamaker unterstützte die PGA of America. Im Jahre 1916 stiftete er die Wanamaker Trophy.
Von 1908 bis 1913 finanzierte Wanamaker Fotoexpeditionen zu den Ureinwohnern Amerikas. Das Leben und die Traditionen der amerikanischen Ureinwohner wurden fotografisch und schriftlich festgehalten und als Buch veröffentlicht. In der Crow Indian Reservation wurden Filme gedreht. Im Jahre 1909 wurde die Schlacht am Little Big Horn nachgestellt und gefilmt. Bei der dritten Expedition (Expedition of Citizenship) im Jahre 1913 wurden Indianerstämme fotografiert. Im Jahre 1909 stellte Wanamaker das Projekt eines großen Monuments (National American Indian Memorial) für die amerikanischen Ureinwohner vor. Dieses Projekt wurde aber nie verwirklicht. Wanamaker kaufte im Ersten Weltkrieg eine große Zahl von Kriegsanleihen. Er sponserte die Siegesparade für den General John J. Pershing und seine Soldaten. Nach dem Krieg finanzierte er den Wiederaufbau einer Schule in Sarcus (Frankreich). Ein Brunnen in Sarcus erinnert an Wanamaker.
Wanamaker besaß eine Villa (La Guerida „bounty of war“) in Palm Beach (Florida); Architekt der 1923 erbauten Villa war Addison Mizner. Er besaß auch ein Stadthaus in der Spruce Street in Philadelphia. In New York besaß er eine Residenz in der Nähe des Washington Square Parks. In Atlantic City besaß er ebenfalls eine Villa. Auch ein Landhaus in der Nähe des elterlichen Anwesens in Jenkintown (Pennsylvania) gehörte ihm.

## Bildergalerie

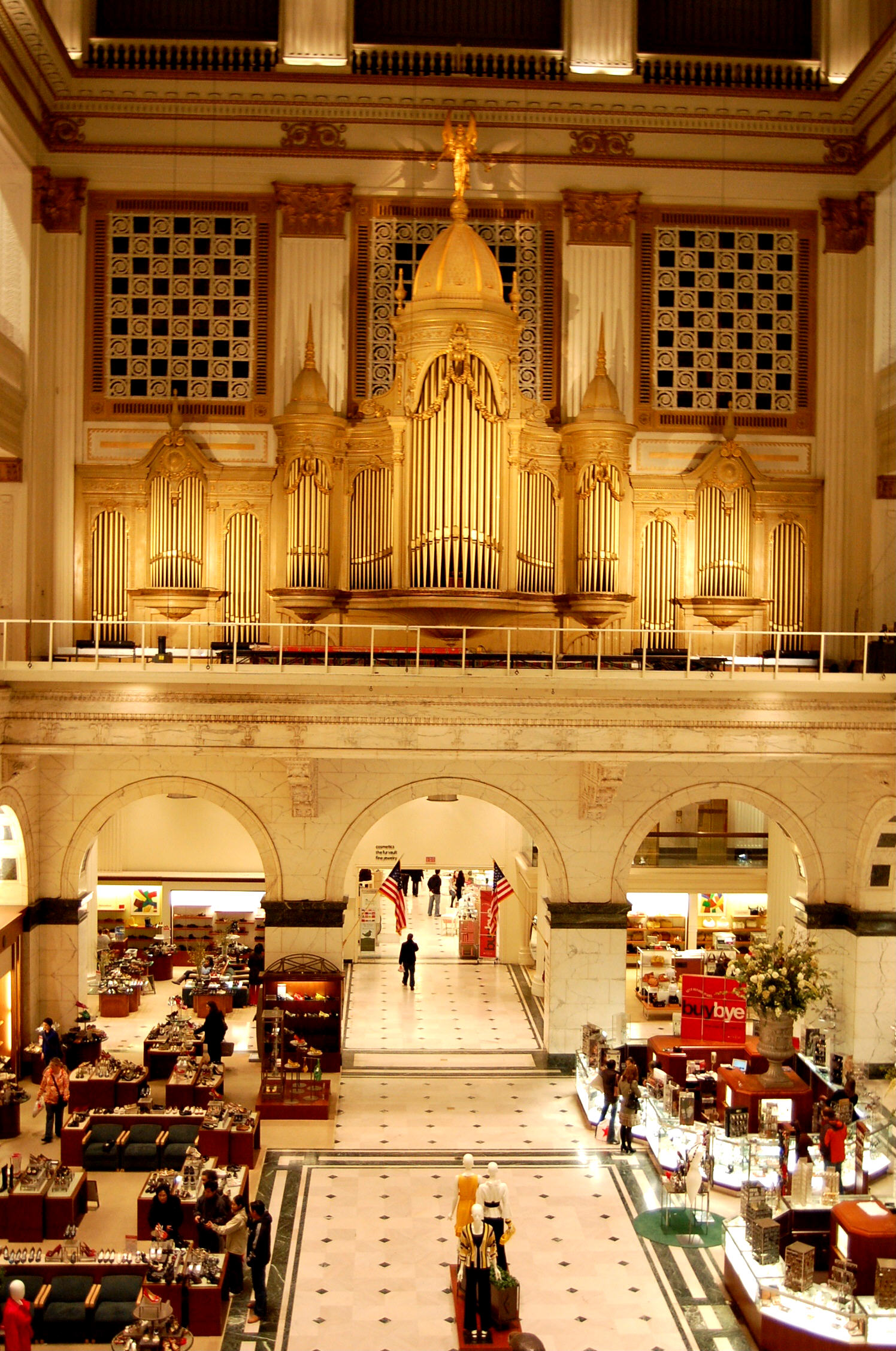
The Wanamaker Organ
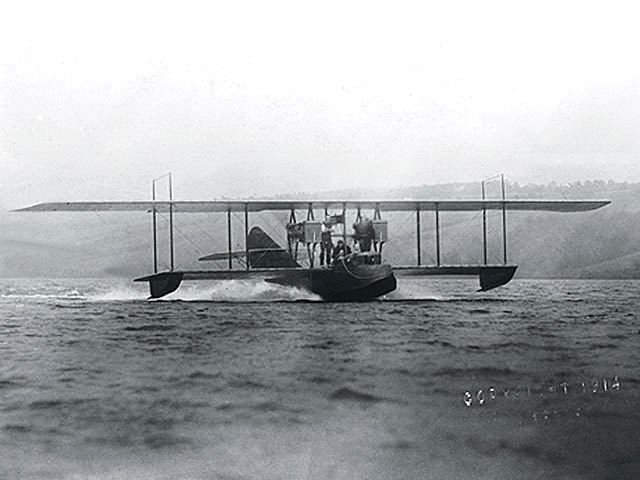
Curtiss Model H America
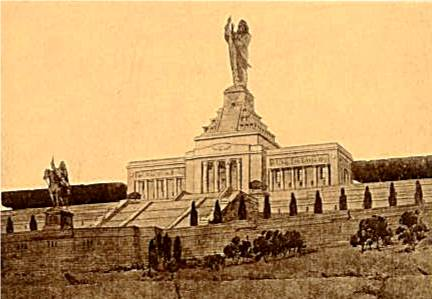
National American Indian Memorial (1913)
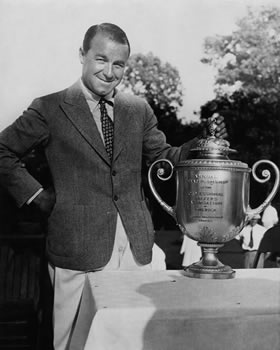
1933 PGA Champion Gene Sarazen mit der Wanamaker Trophy
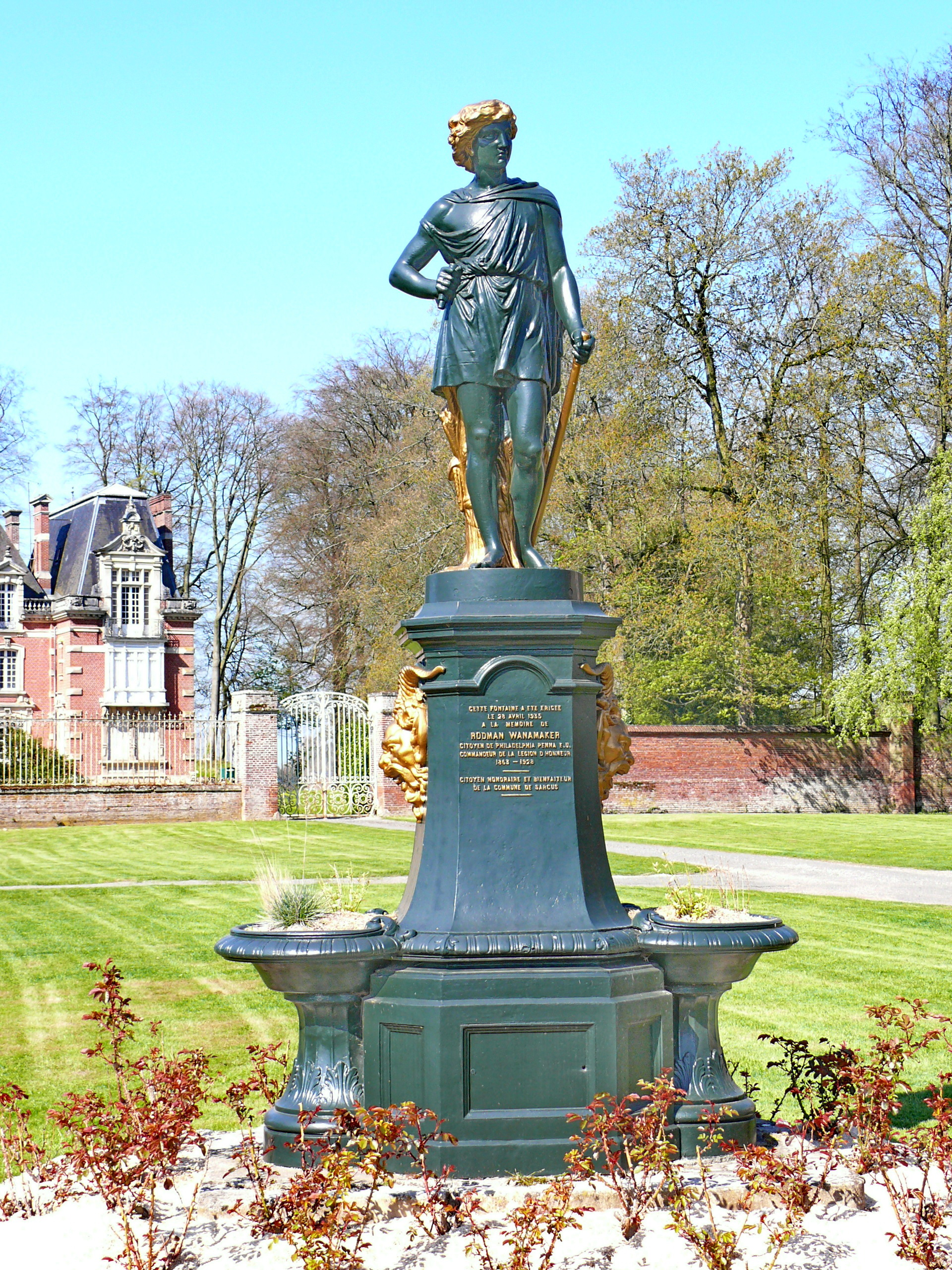
Wanamaker-Brunnen in Sarcus, Frankreich
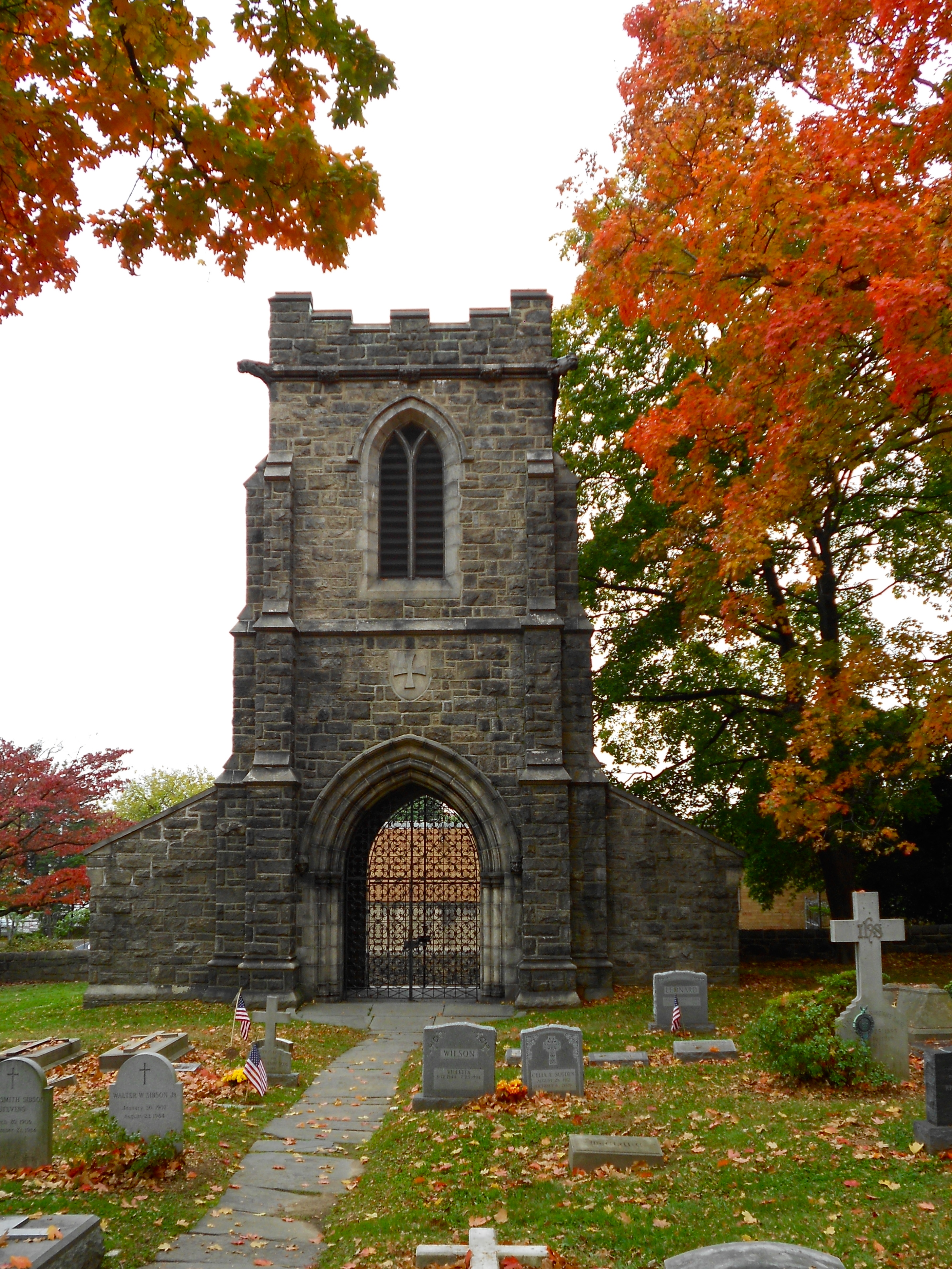
Mausoleum der Familie Wanamaker bei Philadelphia in Pennsylvania